# División Guardia de Tanques 105
La División Guardia de Tanques 105 "Seúl" Ryu Kyong Su es una división blindada del Ejército Popular de Corea. Fue la primera división de tanques en ingresar a Seúl, la capital de Corea del Sur durante la guerra de Corea.  La 105 también es una división de tanques frecuentada por Kim Jong-il y Kim Jong-un.

## Historia
Los orígenes de la 105.ª División de Tanques comenzaron el 16 de mayo de 1947, esta fue la primera unidad blindada del Ejército Popular de Corea, establecida en Sadong Tigergol , Pionyang, directamente bajo el control directo de Pionyang. En diciembre de 1948, el Ejército Popular de Corea adquirió 60 tanques T-34 30 artillería autopropulsada, 60 motocicletas y 40 automóviles del ejército soviético que fue retirado después de que terminó de la Segunda Guerra Mundial. Aproximadamente 5000 soldados coreanos veteranos que participaron en la Batalla de Stalingrado fueron asignados al 115.º Regimiento de Tanques, y el 16 de mayo del mismo año, fueron reorganizados en la 105.ª Brigada de Tanques.
- 107.º Regimiento de Tanques
- 203.º Regimiento de Tanques
- 204.º Regimiento de Tanques
- 208.º regimiento correccional
- 303.er Escuadrón de reconocimiento móvil
- 206.º Regimiento de Infantería Motorizada
- 506 ° Batallón de Señales
- batallón de ingenieros
- batallón de transporte

Cada regimiento de tanques estaba equipado con 36 tanques T-34, y el 303 ° Batallón de Reconocimiento Móvil estaba equipado con 200 Motoziks.